# GFC
GFC (Patton&Patton Flowcharting 4 flowchart file, formato relativo a fluxogramas. Pode ser trabalhado com o Flow Charting da Patton&Patton.